# R.H. White
R.H. White was een warenhuisbedrijf uit de 19e en 20e eeuw, gevestigd in Boston. Het bedrijf bestond van 1853 tot circa 1980; de vlaggenschipwinkel in het centrum van Boston was operationeel van 1876 tot 1957.

## Geschiedenis
R.H. White werd opgericht in 1853. Oorspronkelijk was het gevestigd aan Winter Street, maar in 1876 verhuisde het naar een groot, rijk versierd gebouw van zes verdiepingen op Washington Street 518-536, in het winkelgebied in het stadscentrum. Het pand was ontworpen door Peabody en Stearns en gebouwd door McNeil Brothers.  
In 1928 werd het bedrijf gekocht door Filene's en in 1944 ging het eigendom over naar City Stores, Inc. Beide bedrijven zetten het onafhankelijke bestaan van het merk en de winkel R.H. White voort. In 1953 vierde de winkel haar honderdjarig bestaan met een make-over en renovatie van de vlaggenschipwinkel en diverse evenementen. Maar het stedelijk verval had zich inmiddels ook gemanifesteerd aan de onderkant van het winkelgebied in het stadscentrum, waar R.H. White was gevestigd. In 1956 waren de verkopen gedaald en was de winkel niet langer winstgevend; City Stores sloot de vlaggenschipwinkel in het stadscentrum in 1957.  
Het gebouw stond een tijdje leeg. Met behulp van belastingvoordelen van de stad Boston knapte City Stores het op en opende een nieuwe winkel genaamd Citymart, die in augustus 1962 werd geopend. Citymart beschikte over een complete supermarkt en een oppasservice voor het winkelend publiek. De winkel was geen succes, omdat de buurt steeds verder achteruitging. In 1966 werd het pand onteigend door de Boston Redevelopment Authority, waarna het warenhuis Raymond's zijn intrek nam in het pand als onderdeel van een groter stadsvernieuwingsproject. Raymond's stopte in 1972 met haar activiteiten. Het gebouw werd later afgebroken om plaats te maken voor het winkelcentrum Lafayette Place Mall. 
Het merk R.H. White bleef nog een tijdje bestaan en City Stores exploiteerde R.H. White-filialen in winkelcentra in de buitenwijken (zoals het winkelcentrum Lincoln Plaza in Worcester en de Searstown Mail in Leominster, Massachusetts). Maar in 1980 ging City Stores failliet en werden alle R.H. White-vestigingen gesloten.